# 撮細工
撮細工（日文又寫做）是一種日本的手工藝，將小塊的布片折成各種形狀後黏貼組成植物、動物等模樣，常用於製作髮飾，為東京都指定的傳統工藝。

## 概要
撮細工源於江戶。江戶時代初期，江戶從京都引進了製做花簪的技術並發揚光大，作法是以小片方形布塊折成各種形狀，再將之組合成花鳥的模樣。江戶時代中期撮細工廣泛地使用在櫛、簪、楠玉（藥玉）的製作上，美觀實惠，大受歡迎。